# Antonio de Trueba
Antonio de Trueba, également connue comme « Antón el de los Cantares » (1819-1889) est un écrivain, poète et folkloriste espagnol.

## Biographie
Antonio María de Trueba y de la Quintana naît le 24 décembre 1819 à Montellano, dans la ville biscayenne de Galdames, dans l'Enkarterri. Fils de paysans très pauvres, sa vocation littéraire est éveillée par les romances de ciego (es) (littéralement romances d'aveugle, un genre de la littérature de cordel) que son père lui apporte lorsqu'il revient de visiter une foire. Il doit quitter l'école tôt pour travailler sur la terre et dans les mines de sa région. À l'âge de quinze ans (1834), il se rend à Madrid pour éviter la première guerre carliste ; là, il travaille dans la quincaillerie d'un oncle et s'éduque par lui-même en lisant des auteurs romantiques espagnols.
En 1845, il occupe un poste bureaucratique au sein de la mairie de Madrid, ce qui lui laisse plus de temps libre pour se consacrer à la littérature. En 1851, il publie son premier titre, El libro de los cantares (Le livre des chants), un recueil de vers sur des sujets variés qui lui apporte déjà une certaine renommée ; parallèlement, il contribue à La Correspondencia de España, El Museo Universal, Correo de la Moda et La Ilustración Española y Americana par des poèmes, des articles et des récits.
Il s'intéresse à la littérature d'enfance et de jeunesse, contribuant aux publications pour enfants de l'époque et produit un livre de chants de Noël, Tin tin tin tin !. Ce livre est suivi de Cuentos populares (1853), Cuentos de color de rosa (1859) avec une seconde édition dirigée par la reine Isabelle II, Las hijas del Cid (1859) et Cuentos campesinos (1860), parmi de nombreux autres ouvrages.
En 1862, il est proclamé chroniqueur et archiviste de la seigneurie de Biscaye par les Juntes générales de Biscaye et s'installe à Bilbao pour exercer ces fonctions, tout en reconnaissant sa formation historique précaire. Là, il est occupé à rassembler des informations pour écrire « une modeste histoire générale de Biscaye », que des troubles politiques ultérieurs l'empêcheront d'achever. De cette époque datent les Capítulos de un libro, sentidos y pensados viajando por las Provincias Vascongadas (Chapitres d'un livre, senti et pensé en parcourant les provinces basques, 1864), Defensa de un muerto atacado (los Fueros) por el Exmo. Sr. D. Manuel Sánchez Silva (Défense d'un mort attaqué (les Fueros) par l'honorable M. Manuel Sánchez Silva, 1865), La paloma y los halcones (La colombe et les faucons, roman historique sur les guerres de bandes, 1865), Cuentos de varios colores (Contes de diverses couleurs, 1866), El libro al las montañas (Le livre aux montagnes, 1867), Resumen descriptivo e histórico del M. N. y M. L. Señorío de Vizcaya (Résumé descriptif et historique du M. N. et M. L. Señorío de Vizcaya, 1872), etc.
Après la parenthèse de la troisième guerre carliste, au cours de laquelle il doit partir pour Madrid (1873) accusé de sympathie présumée pour le carlisme, il revint à Bilbao, où il est réhabilité et nommé père de la province (1876) et est très actif ; il fonde la section littéraire du journal El Noticiero Bilbaíno, qu'il dirigera plus tard, et publie un bon nombre d'ouvrages de didactique, de généalogie, de littérature, d'histoire et de légendes (considérés comme son œuvre de moins bonne qualité).

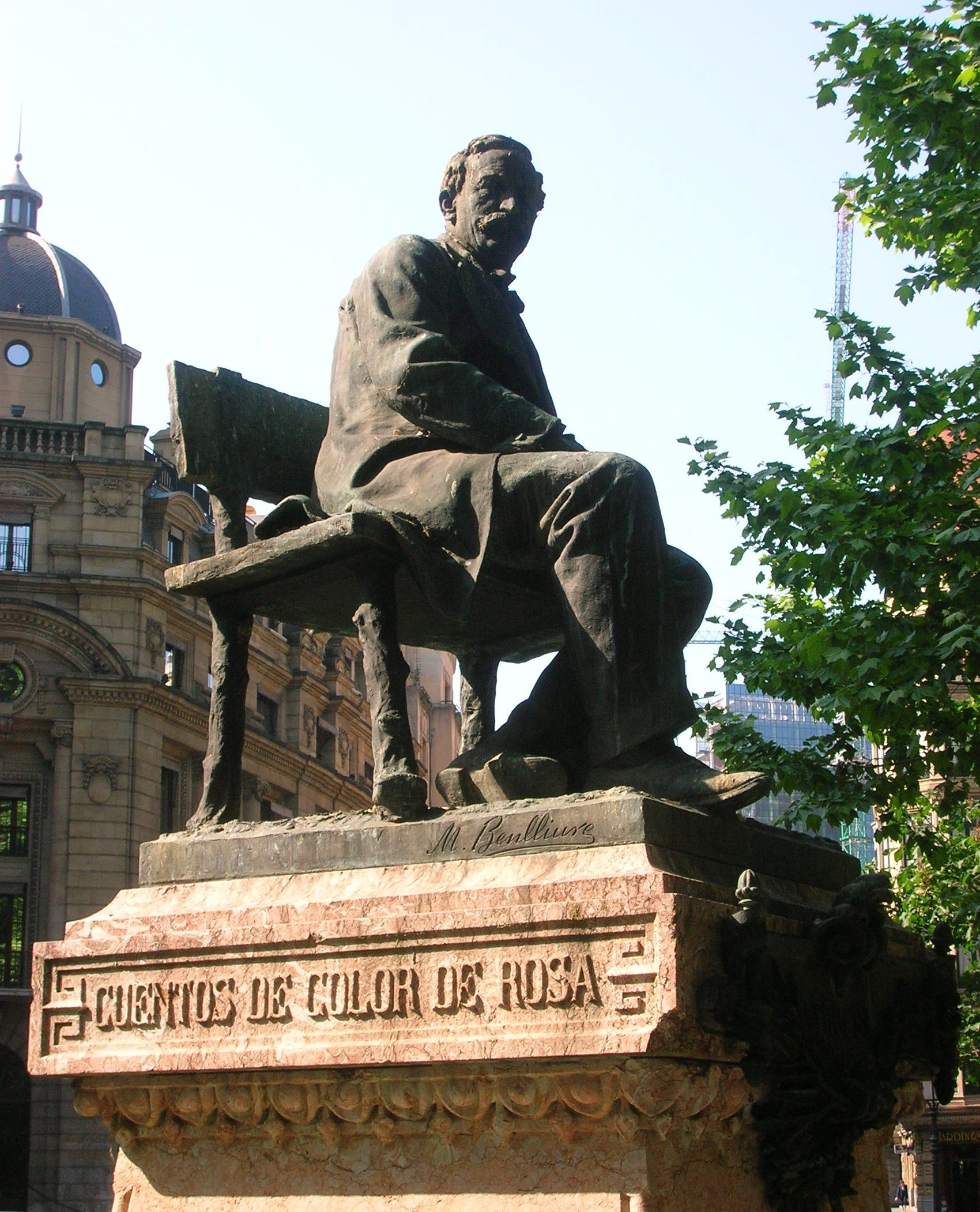
Monument a Trueba en los de Bilbao, par Mariano Benlliure.

À Madrid, il publie Mari Santa, cuadros de un hogar y sus contornos, Narraciones populares, Cuentos de hogar, El redentor moderno. Il meurt à Bilbao le 10 mars 1889.
Les fonds collectés auprès des Basques d'Amérique et de Biscaye ont servi à payer un monument à sa mémoire réalisé par Mariano Benlliure, qui a été inauguré en 1895 dans les jardins d'Albia (es) à Bilbao. Certaines œuvres posthumes ont continué à être publiées. La plupart de ses écrits ont été rassemblés dans Obras (Madrid : A. Romero. 1905-1914, 10 vols.).

## Œuvre

### Analyse
L'œuvre de Trueba est vaste et va du lyrique Libro de Cantares (1852) au roman historique Paloma y halcones (1865) en passant par le roman de costumbrista El gabán y la chaqueta (1872), mais il s'est surtout distingué dans la nouvelle lorsqu'il a reflété la vie rurale de la Castille et du Pays basque de l'époque, les cadres habituels de ses histoires. Des légendes telles que La azotaina, une tradition du XVIe siècle, et La novia de piedra, dans laquelle la cruauté de Marichu provoque la mort de son bien-aimé, se distinguent. Son meilleur recueil de contes est considéré comme étant Cuentos populares (1853).
Dans son œuvre, il reflète les traditions et les coutumes paysannes qui, en raison de l'impact de la révolution industrielle croissante, disparaissent d'une Espagne jusqu'alors fondamentalement agraire et rurale. Il a également défendu la vision du monde et les valeurs associées à ce mode de vie patriarcal, qui commençait à décliner, d'une manière candide et idéalisée. Selon l'Encyclopédie Auñamendi, « il souffre d'un manque de punch et d'une simplicité excessive au niveau des personnages ; ses romans sont désarticulés par son vol bas et défectueux. Même ses nouvelles (son meilleur genre), bien que bien écrites et se déroulant apparemment dans sa patrie, ne s'y rapportent que dans des détails accessoires tels que pèlerinages, paysages, topographie, anecdotes, etc. ». Il s'inspirait de la littérature collective populaire, qu'il considérait comme dotée de valeurs esthétiques supérieures fondées sur l'autorité du peuple pour déterminer ce qui est de l'art et ce qui n'en est pas. Pour toutes ces raisons, il est généralement regroupé avec des auteurs tels que Francisco Navarro Villoslada (1818-1895), José Selgas (1822-1882), Vicente Barrantes (es), José María de Pereda et Fernán Caballero.

### Poésie
- El libro de los cantares (1852)
- El libro de las montañas (1867)

### Roman
- El Señor de Bortedo (1849), roman historique
- El Cid Campeador (1851), roman historique
- Las hijas del Cid (1859), roman historique
- La paloma y los halcones, (1865), roman historique
- El gabán y la chaqueta (1872), roman costumbriste

### Nouvelle et conte
- Cuentos populares (1853)
- Cuentos de color de rosa (1859)
- Cuentos campesinos (1860)
- Capítulos de un libro, sentidos y pensados viajando por las Provincias Vascongadas (1864)
- Cuentos de varios colores (1866)
- Narraciones populares (1874)
- Cuentos del hogar (1876)
- Cuentos de madres e hijos (1878)
- El molinerillo (1871)

### Autres
- Bosquejo de la organización social de Vizcaya (1870)
- Resumen descriptivo e histórico del M. N. y M. L. Señorío de Vizcaya (1872)
- Mari-Santa : Cuadros de un hogar y sus contornos (1874)
- Exposición dirigida a las Cortes de la Nación por las Diputaciones de las Provincias Vascongadas en 16 de junio de 1876, Madrid : Infante, 1876
- Historia de dos almas, una negra y otra blanca, Madrid : A. de Carlos, 1876
- Curiosidades histórico-literarias de Vizcaya, Bilbao, 1878
- Arte de hacer versos al alcance de todo el que sepa leer, Barcelona : J. A. Bastinos, 1881
- De flor en flor, Bilbao : Delmas, 1882
- El libro de los recuerdos, Madrid (ca. 1898)
- Cielo con nubecillas, recuerdos de la vida rural y familiar de Vizcaya
- La familia cristiana (1871-1872)
- Defensa de un muerto atacado (los Fueros) por el Exmo. Sr. D. Manuel Sánchez Silva (1865)

### Anthologies et rééditions posthumes
- Obras (Madrid : A. Romero, 1905-1914 (10 vols.).
- Cuentos y cantares (Sélection et commentaire du professeur Alfonso M. Escudero, Madrid : Aguilar, 1959 (502 p.).
- Cuentos populares vizcaínos (2000)
- Cuentos de vivos y muertos (1909)
- El cura de Paracuellos y otras narraciones populares (nouvelles choisies par Theodor Heinermann avec la collaboration d'Amado Alonso, Francfort-sur-le-Main, 1924)
- Cuentos escogidos (sélection de contes, dessins d'Enrique Castillo, Madrid, A. Fontana, 1927)